# Oriulus medianus
Oriulus medianus är en mångfotingart som beskrevs av Chamberlin 1940. Oriulus medianus ingår i släktet Oriulus och familjen Parajulidae. Inga underarter finns listade i Catalogue of Life.